# Pitcher

Pitcherns position (P) på en basebollplan.

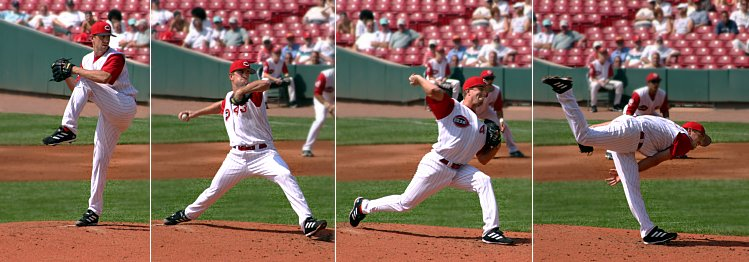
Exempel på en basebollpitchers kaströrelse.

Pitcher, eller "kastare", är den spelare i baseboll och softboll som sätter igång varje spel genom att kasta bollen mot en mottagare i samma lag, catchern. Målet är att bränna motståndarlagets slagman genom en strikeout eller att få slagmannen att slå en lätt boll så att utespelarna i pitcherns lag kan bränna slagmannen eller någon annan motståndare på bas.
Pitchern är utan tvekan den viktigaste spelaren i ett baseboll- eller softbollag. Inför en match kungörs det alltid vilka pitchers som ska starta matchen för de båda lagen.

## Kategorier
Att vara pitcher är fysiskt krävande. Att kasta en hel match kräver typiskt sett cirka 120–170 kast, och de flesta klarar inte att kasta så länge. Detta innebär att den pitcher som startar en match sällan är den som slutför den, och han eller hon kan ofta inte pitcha igen på flera dagar. För att komma till rätta med detta har klubbar tilldelat sina pitchers olika roller. Vissa ingår i den så kallade "rotationen", medan andra är specialiserade på att komma in i speciella matchsituationer.

### Starter
Åtminstone i de ligor där man spelar match i stort sett varje dag under säsongen, såsom till exempel i Major League Baseball (MLB), har varje klubb en grupp pitchers som turas om att starta klubbens matcher. Dessa kallas "starters" eller "starting pitchers" och ingår i den så kallade "rotationen". I MLB är de oftast fem stycken som alltså startar var femte dag och får vila fyra dagar mellan varje start.
Klubbens bästa starter brukar kallas klubbens "ace" och han eller hon brukar få äran att starta klubbens första match för säsongen och brukar också få starta viktiga matcher i slutet av säsongen, ibland med kortare vila mellan starterna än normalt. Typiskt sett är sedan de andra som ingår i rotationen svagare ju längre ned i ordningen som de startar. Den femte startern behövs bara om klubben spelar match fem dagar i rad. Om klubben däremot har spelledigt till exempel en torsdag, så startar starter nummer 1 på måndagen, 2:an på tisdagen, 3:an på onsdagen och 4:an på fredagen, varefter 1:an startar igen på lördagen och 2:an på söndagen och så vidare. Den femte startern kallas därför ibland för "spot starter". Ordningen i rotationen kan också påverkas av taktiska överväganden, såsom att man inte vill ha för många högerhänta starters i rad utan sätter in en vänsterhänt starter mellan de högerhänta.

### Reliever
Förutom starters har varje klubb en grupp pitchers som kommer in som inhoppare. Dessa kallas "relievers" eller "relief pitchers" och sitter fram till sina inhopp i en del av arenan som kallas "bullpen". De kallas därför ofta som kollektiv för just "the bullpen". Det är i bullpen som relievern värmer upp inför sitt inhopp.
Relievers pitchar normalt inte lika länge i matcherna som starters och kan därför användas oftare, ibland flera dagar i rad.
Relievers är ofta specialiserade på att komma in i en viss typ av matchsituation. Den mest profilerade relievern är "closern" (se nedan). En annan typ av reliever är "set-up man", som är den som oftast pitchar inningen före closern. Vidare finns "middle reliever", som brukar pitcha femte, sjätte och/eller sjunde inningen, "long reliever", som kommer in tidigt i matchen (ofta i någon av de tre första inningarna) om startern av någon anledning måste lämna matchen så tidigt och som förväntas pitcha längre än vad relief pitchers normalt gör, samt "left-handed specialist" eller "lefty specialist", som är vänsterhänt och sätts in mot vänsterhänta slagmän och ofta blir utbytt när han eller hon bara mött en enda slagman.

#### Closer
Det är vanligt att en pitcher i bullpen är utsedd till klubbens "closer". Denne har till uppgift att pitcha matchens sista inning eller inningar när klubben är i knapp ledning och se till att ledningen behålls matchen ut.

## Kast
Pitchern kan ha en mängd olika kast i sin arsenal, såsom fastball, curveball, slider, changeup och knuckleball.

## Statistik
För en pitcher finns det flera viktiga statistiska kategorier. De tre viktigaste är vinst, earned run average (ERA) och strikeout. För relief pitchers är även kategorierna save och hold viktiga.

## Kända pitchers

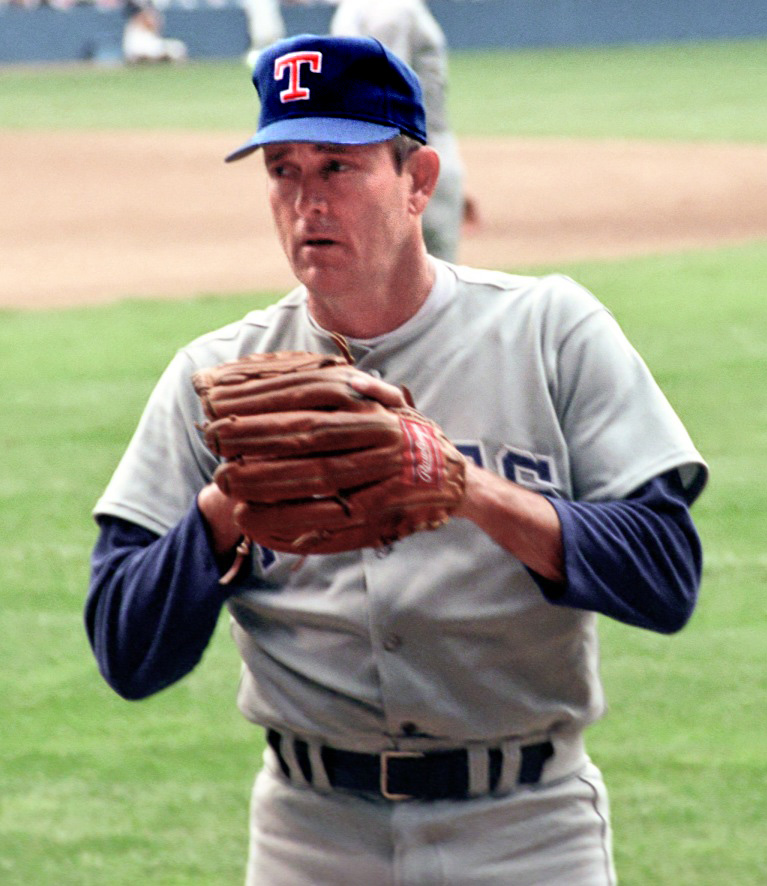
Pitchern Nolan Ryan 1990.

Följande 84 pitchers hade till och med 2024 valts in i National Baseball Hall of Fame:
- Grover Cleveland Alexander
- Chief Bender
- Bert Blyleven
- Mordecai Brown
- Ray Brown
- Jim Bunning
- Steve Carlton
- Jack Chesbro
- John Clarkson
- Andy Cooper
- Stan Coveleski
- Leon Day
- Dizzy Dean
- Martín Dihigo
- Don Drysdale
- Dennis Eckersley
- Red Faber
- Bob Feller
- Rollie Fingers
- Whitey Ford
- Bill Foster
- Pud Galvin
- Bob Gibson
- Tom Glavine
- Lefty Gomez
- Goose Gossage
- Burleigh Grimes
- Lefty Grove
- Jesse Haines
- Roy Halladay
- Trevor Hoffman
- Waite Hoyt
- Carl Hubbell
- Catfish Hunter
- Fergie Jenkins
- Randy Johnson
- Walter Johnson
- Addie Joss
- Jim Kaat
- Tim Keefe
- Sandy Koufax
- Bob Lemon
- Ted Lyons
- Greg Maddux
- Juan Marichal
- Rube Marquard
- Pedro Martínez
- Christy Mathewson
- Joe McGinnity
- José Méndez
- Jack Morris
- Mike Mussina
- Hal Newhouser
- Kid Nichols
- Phil Niekro
- Satchel Paige
- Jim Palmer
- Herb Pennock
- Gaylord Perry
- Eddie Plank
- Old Hoss Radbourn
- Mariano Rivera
- Eppa Rixey
- Robin Roberts
- Bullet Rogan
- Red Ruffing
- Amos Rusie
- Nolan Ryan
- Tom Seaver
- Hilton Smith
- Lee Smith
- John Smoltz
- Warren Spahn
- Bruce Sutter
- Don Sutton
- Dazzy Vance
- Rube Waddell
- Ed Walsh
- Mickey Welch
- Hoyt Wilhelm
- Joe Williams
- Vic Willis
- Early Wynn
- Cy Young